# 瓦里烏馬尼亞山
16°0′40″S 68°23′28″W / 16.01111°S 68.39111°W
瓦里烏馬尼亞山（Wari Umaña），是玻利維亞的山峰，位於該國西部拉巴斯省的洛斯安地斯省，處於哈查霍科山以北，屬於安第斯山脈中玻利維亞瑞阿爾山脈的一部分，海拔高度5,264米。